# Salvatore Cascio
Pour les articles homonymes, voir Cascio.
Salvatore Cascio est un acteur italien né le 8 novembre 1979 à Palerme (Italie).

## Filmographie
- 1989 : Cinema Paradiso (Nuovo Cinema Paradiso) de Giuseppe Tornatore : Salvatore enfant
- 1990 : Ils vont tous bien ! (Stanno tutti bene) de Giuseppe Tornatore : Alvaro enfant
- 1990 : Au bonheur des chiens (C'era un castello con 40 cani) de Duccio Tessari : Tom
- 1996 : Festival de Pupi Avati